# 岐阜県立揖斐高等学校北部分校
岐阜県立揖斐高等学校北部分校（ぎふけんりついびこうとうがっこう　ほくぶぶんこう）とは、かつて岐阜県揖斐郡坂内村（現・揖斐川町）にあった公立の高等学校の分校。

## 概要
- 揖斐高等学校の定時制の分校であった。県立高等学校の分校であったが、設置者は坂内村、久瀬村、藤橋村、徳山村の北部四カ村組合であり、運営されていた[注釈 2][1]。分校の責任者である分校主任は坂内村立坂内小中学校の校長が兼務していた。
- 1957年に廃校。廃校時の生徒数は51名。

## 沿革
- 1948年（昭和23年）
  - 4月1日 - 岐阜県立揖斐農林高等学校坂内分校として開校。夜間定時制の農業科、家庭科を設置。校舎は坂内村立坂内小中学校に隣接する、旧・坂内村青年学校の校舎を使用する。
  - 4月15日 - 仮入学式を行う。
  - 7月4日 - 授業を開始。
  - 11月24日 - 設置が認可される。
  - 8月23日 - 岐阜県立揖斐高等学校北部分校に改称する。
- 1951年（昭和26年）4月1日 - 家庭科を被服科に改称する。
- 1954年（昭和29年） - 農業科、被服科を廃止し、定時制普通科を設置。
- 1957年（昭和32年）3月31日 - 廃校。